# Forsvarets Depot
Forsvarets Depot og Distribution (FDD) er en logistikvirksomhed, der forsyner Forsvarets soldater og andre medarbejdere med fx beklædning, feltkost, udrustning, reservedele og brændstof.
FDD’s lagre og depoter beskæftiger omkring 500 medarbejdere på landsplan. Ledelsen og hoveddepotet er placeret på Flyvestation Skrydstrup nær Vojens. Her er oplagret mere end 70.000 forskellige varer på et lager på over 20.000 kvadratmeter.